# Malachin
Malachin is een plaats in het Poolse district  Chojnicki, woiwodschap Pommeren. De plaats maakt deel uit van de gemeente Czersk en telt 560 inwoners.